# Кветіапін
Кветіапін (лат. Quetiapinum, англ. Quetiapine) — лікарський засіб, що належить до антипсихотичних препаратів, та є похідним дибензотіазепіну. Кветіапін застосовується виключно перорально. Кветіапін уперше синтезований у лабораторії компанії «AstraZeneca» та застосовується у клінічній практиці з 1985 року.

## Фармакологічні властивості
Кветіапін — лікарський засіб, що належить до антипсихотичних препаратів, та є похідним дибензотіазепіну. Механізм дії препарату полягає у блокуванні серотонінових рецепторів 5-НТ2, а також у блокуванні альфа-1- та альфа-2-адренорецепторів (зокрема HTR1A, HTR1D, HTR1F, HTR1E), D2 та D1 дофамінових рецепторів, гістамінових H1-рецепторів. На відміну від більшості інших антипсихотичних препаратів кветіапін не впливає на м-холірецептори, бензодіазепінові рецептори та ГАМК-рецептори. Препарат частково стимулює серотонінові рецептори 5-НТ-1, що сприяє антидепресивній дії кветіапіну. Кветіапін застосовується при шизофренії, переважно із проявами тривоги, депресії, розгубленості, манії або гіпоманії; а також при біполярному афективному розладі. Проте препарат малоефективний у випадку психічних розладів із галюцинаціями та псевдогалюцинаціями. Найбільш вираженим у дії кветіапіна є седативний ефект, характерним для препарату є також помірний антидепресивний ефект. Кветіапін при застосуванні у випадку психічних розладів із симптомами манії та депресії має аналогічну ефективність у порівнянні з іншими антипсихотичними препаратами (зокрема галоперидолом, оланзапіном та хлорпромазином), проте при його застосуванні спостерігається значно менше побічних ефектів, ніж при застосуванні інших антипсихотичних засобів.

### Фармакокінетика
Кветіапін швидко й добре всмоктується після перорального застосування, біодоступність препарату становить 100 %. Максимальна концентація кветіапіну в крові досягається протягом 1—1,5 годин після прийому препарату. Кветіапін добре (на 83 %) зв'язується з білками плазми крові. Кветіапін проникає через гематоенцефалічний бар'єр, через плацентарний бар'єр, незначно виділяється в грудне молоко людини. Метаболізується препарат у печінці з утворенням неактивних метаболітів. Виводиться кветіапін із організму у вигляді метаболітів переважно із сечею (73 %), частково із калом (21 %). Період напіввиведення препарату становить 7 годин, при порушенні функції печінки або нирок та в осіб похилого віку цей час може збільшуватися.

## Покази до застосування
Кветіапін застосовують при різних формах шизофренії, біполярному афективному розладі, а також як додаткова терапія при депресивному синдромі.

## Побічна дія
При застосуванні кветіапіну спостерігається менша кількість побічних ефектів, ніж при застосуванні інших антипсихотичних препаратів, зокрема при його застосуванні рідше спостерігається підвищення рівня пролактину в крові та екстрапірамідні розлади, а також лише незначно знижується рівень гормонів щитоподібної залози в крові. Рідше при застосуванні препарату спостерігаються також сонливість або безсоння, запаморочення, диспепсія, а також метаболічні розлади. Іншими побічними ефектами препарату є:
- Алергічні реакції — шкірний висип, сухість шкіри, еритема шкіри, набряк Квінке, синдром Стівенса-Джонсона, синдром Лаєлла, гарячка.
- З боку травної системи — нудота, блювання, запор або діарея, сухість у роті, біль у животі, панкреатит, гепатит, кишкова непрохідність.
- З боку нервової системи — підвищена стомлюваність, загальна слабкість, головний біль, порушення мови, нічні кошмари, дратівливість, синдром неспокійних ніг, судоми, втрата свідомості; вкрай рідко злоякісний нейролептичний синдром, погіршення зору.
- З боку серцево-судинної системи — ортостатична гіпотензія, тахікардія або брадикардія, подовження інтервалу QT.
- З боку ендокринної системи — порушення статевої функції, пріапізм, галакторея, набряк молочних залоз, порушення менструального циклу, порушення секреції антидіуретичного гормону.
- Інші побічні реакції — рабдоміоліз, затримка сечопуску, периферичні набряки.
- Зміни в лабораторних аналізах — лейкопенія, агранулоцитоз, тромбоцитопенія, еозинофілія, нейтропенія, гранулоцитопенія, анемія, підвищення рівня тригліцеридів у крові, підвищення рівня загального холестерину та ліпопротеїдів низької щільності, зниження рівня ліпопротеїдів високої щільності, підвищення рівня активності ферментів печінки та креатинфосфокінази в крові.

## Протипокази
Кветіапін протипоказаний при підвищеній чутливості до препарату, одночасному застосуванні інгібіторів цитохрому P450 (еритроміцин, кларитроміцин, нефазодон, інгібітори протеази, азольні протигрибкові препарати). З обережністю препарат застосовується при вагітності, годуванні грудьми, а також при застосуванні інших препаратів, які впливають на функції центральної нервової системи.

## Форми випуску
Кветіапін випускається у вигляді таблеток по 0,025; 0,05; 0,1; 0,2; 0,3 і 0,4 г.